# Richard I xứ Normandie
Richard I xứ Normandie (28 tháng 8 năm 932 - 20 tháng 11 năm 996) còn được gọi là Richard Không sợ hãi (tiếng Pháp: Richard Sans-Peur; tiếng Bắc Âu cổ: Jarl Rikard), là nhà cai trị thứ 3 của Xứ Normandy, xếp sau ông nội Rollo và người cha William Kiếm dài, ông tại vị từ năm 942 đến năm 996. Nhà sử học Dudo xứ Saint-Quentin, người được Richard ủy nhiệm viết cuốn "De moribus et actis primorum Normanniae ducum" (tiếng Latinh: "Về phong tục và hành vi của các công tước Normandy đầu tiên"), đã gọi ông là một Công tước "dux". Tuy nhiên, cách sử dụng từ này có thể là nói đến Richard trong bối cảnh là một thủ lĩnh trong chiến tranh chứ không phải để chỉ một tước vị quý tộc. Richard hoặc đã đưa chế độ phong kiến vào Normandy hoặc ông đã mở rộng nó ra rất nhiều. Vào cuối triều đại của ông, những chủ đất Norman quan trọng nhất đã nắm giữ đất đai của họ trong thời kỳ phong kiến.